# الحدود (فلم)
الحدود فيلم سوري كوميدي أنتج عام 1984. كتب نصه السينمائي والسيناريو والحوار الكاتب السوري محمد الماغوط ، دريد لحام مثل الدور الرئيسي فيه وقام بإخراجه. شاركه في التمثيل كل من الممثلة رغدة، ورشيد عساف، وهاني السعدي وهاني الروماني وعمر حجو وأحمد حداد.

## موضوع الفيلم
يسخر الفيلم من إدعاء الوحدة العربية والتعاون العربي من خلال سائق مسافر يسمى عبد الودود بين بلدين، تدعى الغربية غربستان والشرقية شرقستان، تشاء الصدف أثناء مروره في المنطقة الواقعة بين البلدين أن تضيع أوراقه الثبوتية وجواز سفره، فلا يستطيع العودة إلى بلده المنشأ ولا دخول البلد الآخر. يضطر أن يخيم في منطقة تتوسط المسافة بين البلدين على خط الحدود تماما ضمن أحداث كوميدية من خلال تعامله مع أنماط مختلفة من الناس يلتقي بهم على الحدود. تقع العديد من المفارقات والمعاكسات . ينتهي الفلم بنهاية مفتوحة حيث لانعلم إن مات عبد الودود أو استطاع أن يمر من منطقة الحدود .
الفيلم من إنتاج نادر الأتاسي وسيريا فيلم ومن توزيع المتحدة للتجارة والسينما.

## وصلات خارجية
- مقالات تستعمل روابط فنية بلا صلة مع ويكي بيانات